# Aytaç Arman
Aytaç Arman (Adana, Turquía, 22 de junio de 1949-Estambul, 26 de febrero de 2019) fue un actor turco. Actuó en 42 películas y espectáculos televisivos desde 1971. Protagonizó en 1979 la película El Enemigo, el cual ganó un Honourable Mention en el 30.º Berlín Festival de cine Internacional.

## Filmografía seleccionada
- El Enemigo (1979)
- ¿Qué culpa tiene Fatmagül? (1986)
- Viaje de noche (1987)
- Cazando Tiempo (1988)
- El Rastro (1994)
- Akrebin Yolculuğu (1997)
- Cualquier cosa que Desees (2005)
- Después de la Revolución (2011)
- Kara para ask (2014)